# پری‌شاهرخ سبز
پری‌شاهرخ سبز (نام علمی: Oriolus flavocinctus) نام یک گونه از سرده پری‌شاهرخ است.